# هيو-سي
هيو-سي (باليابانية: 氷青) مواليد 21 أبريل 1973 في تشيبا، هي مؤدية أصوات يابانية.

## أعمال
- أبطال الديجيتال الجزء الرابع
- همتارو
- سوبر ماريو
- أوجاماجو دوريمي
- بوكيمون
- شوجو شارا
- مجموع صفري

## وصلات خارجية
- هيو-سي على موقع IMDb (الإنجليزية)
- هيو-سي على موقع ميوزك برينز (الإنجليزية)
- هيو-سي على موقع قاعدة بيانات الفيلم (الإنجليزية)
- هيو-سي على موقع ANN person (الإنجليزية)